# Coppa Italia 1975-1976
La Coppa Italia 1975-1976 fu la 29ª edizione della manifestazione calcistica. Iniziò il 27 agosto 1975 e si concluse il 29 giugno 1976.
La composizione dei gironi precampionato non rispettò un criterio di teste di serie, e ciò comportò l'eliminazione precoce di un'importante protagonista come la Juventus Campione d'Italia ad opera dell'Inter, mentre la Roma fu estromessa dalla Sampdoria e il Torino dal Verona.
La seconda fase, iniziata a maggio senza le torinesi assolute protagoniste del campionato, vide imporsi da un lato il rampante Napoli di Corrado Ferlaino, e dall'altra un Verona che firmò l'impresa battendo l'Inter al Bentegodi e superandola per differenza reti.
In finale a Roma gli scaligeri sembrarono tenere fino ad un quarto d'ora dalla fine, ma un'autorete su un infortunio del portiere aprì la via di una goleada azzurra coi partenopei che si aggiudicarono la loro seconda coppa.

## Primo turno

### Girone 1
| Squadra           | P.ti | G | V | N | P | GF | GS | DR |
| ----------------- | ---- | - | - | - | - | -- | -- | -- |
| 1. Inter          | 8    | 4 | 4 | 0 | 0 | 7  | 0  | +7 |
| 2. Juventus       | 5    | 4 | 2 | 1 | 1 | 9  | 4  | +5 |
| 3. Taranto        | 4    | 4 | 2 | 0 | 2 | 4  | 4  | 0  |
| 4. Ternana        | 2    | 4 | 1 | 0 | 3 | 5  | 10 | -5 |
| 5. Sambenedettese | 1    | 4 | 0 | 1 | 3 | 3  | 10 | -7 |

| Arbitro: | Benedetti (Roma) |

|                        |           |  |
| Bettega 67’ Causio 89’ | Marcatori |  |

| Arbitro: | Ciulli (Roma) |

|  |           |                        |
|  | Marcatori | 67’ Mazzola 71’ Libera |

| Arbitro: | Prati (Parma) |

|            |           |  |
| Libera 34’ | Marcatori |  |

| Arbitro: | Mascali (Desenzano del Garda) |

|                     |           |                            |
| Chimenti 19’ (rig.) | Marcatori | 26’ Casone 30’, 80’ Traini |

| Arbitro: | Lazzaroni (Milano) |

|                                                                 |           |            |
| Damiani 5’ Anastasi 55’ Bettega 64’ Altafini 65’ Cuccureddu 80’ | Marcatori | 30’ Traini |

| Arbitro: | Mascia (Milano) |

|                                   |           |                       |
| Listanti 24’ (rig.) Romanzini 83’ | Marcatori | 3’ Berta 26’ Simonato |

| Arbitro: | Serafino (Roma) |

|                                   |           |  |
| Libera 19’ Bertini 53’ Oriali 61’ | Marcatori |  |

| Arbitro: | Lenardon (Siena) |

|          |           |                                |
| Valà 36’ | Marcatori | 65’ Giovannone 88’ Delli Santi |

| Arbitro: | Levrero (Genova) |

|                           |           |                  |
| Chimenti 45’ Simonato 50’ | Marcatori | 26’, 31’ Capello |

| Arbitro: | Menegali (Roma) |

|  |           |             |
|  | Marcatori | 26’ Mazzola |

### Girone 2
| Squadra     | P.ti | G | V | N | P | GF | GS | DR |
| ----------- | ---- | - | - | - | - | -- | -- | -- |
| 1. Genoa    | 6    | 4 | 2 | 2 | 0 | 6  | 1  | +5 |
| 2. Como     | 6    | 4 | 2 | 2 | 0 | 4  | 1  | +3 |
| 3. Bologna  | 4    | 4 | 1 | 2 | 1 | 2  | 2  | 0  |
| 4. Atalanta | 2    | 4 | 1 | 0 | 3 | 4  | 7  | -3 |
| 5. Modena   | 2    | 4 | 1 | 0 | 3 | 3  | 8  | -5 |

| Genova 27 agosto 1975, ore 20:45 CEST 1ª giornata | Genoa             | 0 – 0 referto | Bologna | Stadio Luigi Ferraris\| Arbitro: \| V.Lattanzi (Roma) \| |
| Arbitro:                                          | V.Lattanzi (Roma) |               |         |                                                          |

| Arbitro: | Celli (Trieste) |

|  |           |              |
|  | Marcatori | 38’ Guidetti |

| Arbitro: | Lapi (Firenze) |

|  |           |           |
|  | Marcatori | 89’ Croci |

| Bologna 31 agosto 1975, ore 21:00 CEST 2ª giornata | Bologna         | 0 – 0 referto | Como | Stadio Comunale\| Arbitro: \| Schena (Foggia) \| |
| Arbitro:                                           | Schena (Foggia) |               |      |                                                  |

| Arbitro: | Levrero (Genova) |

|              |           |  |
| Bertuzzo 43’ | Marcatori |  |

| Arbitro: | Marino (Genova) |

|                              |           |  |
| Cappellini 67’ Scanziani 81’ | Marcatori |  |

| Arbitro: | Gonella (Parma) |

|              |           |           |
| Fontolan 77’ | Marcatori | 20’ Bonci |

| Arbitro: | Lops (Torino) |

|                                |           |                     |
| Bellinazzi 2’ (rig.), 15’, 39’ | Marcatori | 43’ Russo 81’ Scala |

| Arbitro: | Panzino (Catanzaro) |

|                                 |           |                |
| Russo 53’ Vernacchia 90’ (rig.) | Marcatori | 13’ Massimelli |

| Arbitro: | Barboni (Firenze) |

|                                       |           |  |
| Bonci 18’, 45’ Pruzzo 51’, 77’ (rig.) | Marcatori |  |

### Girone 3
| Squadra     | P.ti | G | V | N | P | GF | GS | DR |
| ----------- | ---- | - | - | - | - | -- | -- | -- |
| 1. Napoli   | 7    | 4 | 3 | 1 | 0 | 9  | 3  | +6 |
| 2. Cesena   | 7    | 4 | 3 | 1 | 0 | 5  | 1  | +4 |
| 3. Foggia   | 4    | 4 | 2 | 0 | 2 | 7  | 8  | -1 |
| 4. Reggiana | 1    | 4 | 0 | 1 | 3 | 3  | 6  | -3 |
| 5. Palermo  | 1    | 4 | 0 | 1 | 3 | 2  | 8  | -6 |

| Cesena 27 agosto 1975, ore 17:00 CEST 1ª giornata | Cesena           | 0 – 0 referto | Napoli | Stadio La Fiorita\| Arbitro: \| Casarin (Milano) \| |
| Arbitro:                                          | Casarin (Milano) |               |        |                                                     |

| Arbitro: | Pieri (Genova) |

|             |           |                                   |
| Barbana 32’ | Marcatori | 11’ Lorenzetti 69’ (aut.) Barbana |

| Arbitro: | Moretto (San Donà di Piave) |

|                |           |                     |
| Lorenzetti 13’ | Marcatori | 38’, 54’ Bertarelli |

| Arbitro: | Barboni (Firenze) |

|                      |           |                 |
| Massa 5’ Braglia 40’ | Marcatori | 81’ Passalacqua |

| Arbitro: | Panzino (Catanzaro) |

|                                                          |           |                  |
| Orlandini 37’ Massa 53’ Savoldi 60’ Pirazzini 77’ (aut.) | Marcatori | 66’, 70’ Turella |

| Arbitro: | Mattei (Macerata) |

|           |           |              |
| Sacco 22’ | Marcatori | 72’ Vianello |

| Arbitro: | Ciulli (Roma) |

|                  |           |  |
| Mariani 45’, 83’ | Marcatori |  |

| Arbitro: | Frasso (Capua) |

|                           |           |          |
| Toschi 34’ Lorenzetti 72’ | Marcatori | 2’ Sacco |

| Arbitro: | Trinchieri (Reggio Emilia) |

|  |           |                               |
|  | Marcatori | 19’, 49’ Sperotto 61’ Juliano |

| Arbitro: | Schena (Foggia) |

|  |           |             |
|  | Marcatori | 24’ Bittolo |

### Girone 4
| Squadra     | P.ti | G | V | N | P | GF | GS | DR |
| ----------- | ---- | - | - | - | - | -- | -- | -- |
| 1. Lazio    | 6    | 4 | 2 | 2 | 0 | 3  | 0  | +3 |
| 2. Brescia  | 5    | 4 | 1 | 3 | 0 | 2  | 0  | +2 |
| 3. Ascoli   | 5    | 4 | 1 | 3 | 0 | 1  | 0  | +1 |
| 4. Avellino | 2    | 4 | 1 | 0 | 3 | 3  | 5  | -2 |
| 5. Varese   | 2    | 4 | 0 | 2 | 2 | 0  | 4  | -4 |

| Ascoli Piceno 27 agosto 1975, ore 21:00 CEST 1ª giornata | Ascoli              | 0 – 0 referto | Lazio | Stadio Cino e Lillo Del Duca\| Arbitro: \| Panzino (Catanzaro) \| |
| Arbitro:                                                 | Panzino (Catanzaro) |               |       |                                                                   |

| Varese 27 agosto 1975, ore 21:00 CEST 1ª giornata | Varese         | 0 – 0 referto | Brescia | Stadio Franco Ossola\| Arbitro: \| Frasso (Capua) \| |
| Arbitro:                                          | Frasso (Capua) |               |         |                                                      |

| Arbitro: | R.Lattanzi (Roma) |

|  |           |             |
|  | Marcatori | 32’ Morello |

| Arbitro: | Bergamo (Livorno) |

|             |           |  |
| Giordano 6’ | Marcatori |  |

| Arbitro: | Artico (Padova) |

|                           |           |  |
| Reali 2’ (aut.) Cagni 52’ | Marcatori |  |

| Varese 7 settembre 1975, ore 21:00 CEST 3ª giornata | Varese                       | 0 – 0 referto | Ascoli | Stadio Franco Ossola\| Arbitro: \| Agnolin (Bassano del Grappa) \| |
| Arbitro:                                            | Agnolin (Bassano del Grappa) |               |        |                                                                    |

| Ascoli Piceno 14 settembre 1975, ore 17:00 CEST 4ª giornata | Ascoli              | 0 – 0 referto | Brescia | Stadio Cino e Lillo Del Duca\| Arbitro: \| Menicucci (Firenze) \| |
| Arbitro:                                                    | Menicucci (Firenze) |               |         |                                                                   |

| Arbitro: | Prati (Parma) |

|                   |           |  |
| Petrelli 32’, 36’ | Marcatori |  |

| Arbitro: | Romanetti (Messina) |

|                                     |           |  |
| Gritti 24’ (rig.) Franzoni 66’, 90’ | Marcatori |  |

| Brescia 21 settembre 1975, ore 17:00 CEST 5ª giornata | Brescia         | 0 – 0 referto | Lazio | Stadio Mario Rigamonti\| Arbitro: \| Gonella (Parma) \| |
| Arbitro:                                              | Gonella (Parma) |               |       |                                                         |

### Girone 5
| Squadra      | P.ti | G | V | N | P | GF | GS | DR |
| ------------ | ---- | - | - | - | - | -- | -- | -- |
| 1. Milan     | 7    | 4 | 3 | 1 | 0 | 7  | 2  | +5 |
| 2. SPAL      | 5    | 4 | 2 | 1 | 1 | 4  | 2  | +2 |
| 3. Perugia   | 4    | 4 | 1 | 2 | 1 | 5  | 4  | +1 |
| 4. Catanzaro | 3    | 4 | 1 | 1 | 2 | 4  | 7  | -3 |
| 5. Brindisi  | 1    | 4 | 0 | 1 | 3 | 1  | 6  | -5 |

| Arbitro: | Moretto (San Donà di Piave) |

|                                   |           |            |
| Bigon 18’ Calloni 53’, 74’ (rig.) | Marcatori | 59’ Scarpa |

| Arbitro: | Milan (Treviso) |

|             |           |  |
| Pezzato 32’ | Marcatori |  |

| Arbitro: | Trinchieri (Reggio Emilia) |

|  |           |                           |
|  | Marcatori | 77’ Chiarugi 79’ Sabadini |

| Arbitro: | Falasca (Chieti) |

|  |           |                           |
|  | Marcatori | 36’ Pezzato 85’ Pelliccia |

| Arbitro: | Benedetti (Roma) |

|                    |           |  |
| Calloni 37’ (rig.) | Marcatori |  |

| Arbitro: | Sancini (Bologna) |

|                             |           |  |
| Scarpa 33’, 52’ Vannini 54’ | Marcatori |  |

| Arbitro: | V.Lattanzi (Roma) |

|                         |           |                          |
| Giannattasio 56’ (rig.) | Marcatori | 55’, 70’ Nemo 59’ Spelta |

| Arbitro: | Menegali (Roma) |

|             |           |            |
| Pezzato 30’ | Marcatori | 90’ Scarpa |

| Arbitro: | Reggiani (Bologna) |

|                   |           |                 |
| Spelta 87’ (rig.) | Marcatori | 53’ Bergamaschi |

| Perugia 21 settembre 1975, ore 17:00 CEST 5ª giornata | Perugia             | 0 – 0 referto | Brindisi | Stadio Comunale di Pian di Massiano\| Arbitro: \| Lo Bello (Siracusa) \| |
| Arbitro:                                              | Lo Bello (Siracusa) |               |          |                                                                          |

### Girone 6
| Squadra              | P.ti | G | V | N | P | GF | GS | DR |
| -------------------- | ---- | - | - | - | - | -- | -- | -- |
| 1. Sampdoria         | 8    | 4 | 4 | 0 | 0 | 12 | 5  | +7 |
| 2. Roma              | 5    | 4 | 2 | 1 | 1 | 10 | 7  | +3 |
| 3. Piacenza          | 3    | 4 | 1 | 1 | 2 | 5  | 7  | -2 |
| 4. Lanerossi Vicenza | 2    | 4 | 0 | 2 | 2 | 4  | 7  | -3 |
| 5. Pescara           | 2    | 4 | 0 | 2 | 2 | 4  | 9  | -5 |

| Arbitro: | Lops (Torino) |

|  |           |                     |
|  | Marcatori | 5’, 88’ Magistrelli |

| Arbitro: | Lenardon (Siena) |

|                                              |           |              |
| Cordova 4’ Prati 47’, 66’, 80’ Negrisolo 60’ | Marcatori | 90’ Marchini |

| Arbitro: | Governa (Alessandria) |

|                                      |           |                                     |
| Di Bartolomei 49’ (rig.) Longoni 88’ | Marcatori | 68’ Gambin 76’ Gottardo 87’ Asnicar |

| Arbitro: | Barbaresco (Cormons) |

|                                                    |           |                                    |
| Valente 10’ Magistrelli 25’, 60’, 64’ Saltutti 58’ | Marcatori | 47’ Petrini 79’ (rig.) 85’ Cordova |

| Arbitro: | Bitocchi (Tivoli) |

|             |           |           |
| Repetto 16’ | Marcatori | 45’ Berti |

| Arbitro: | Gialluisi (Barletta) |

|                     |           |            |
| Pellegrini 51’, 85’ | Marcatori | 27’ Regali |

| Arbitro: | Pieri (Genova) |

|           |           |               |
| Gambin 8’ | Marcatori | 67’ Prunecchi |

| Arbitro: | Ciacci (Firenze) |

|                                         |           |             |
| Magistrelli 32’ (rig.) 66’ Saltutti 81’ | Marcatori | 2’ D'Aversa |

| Vicenza 21 settembre 1975, ore 16:30 CEST 5ª giornata | Lanerossi Vicenza | 0 – 0 referto | Roma | Stadio Romeo Menti\| Arbitro: \| Gussoni (Tradate) \| |
| Arbitro:                                              | Gussoni (Tradate) |               |      |                                                       |

| Arbitro: | Mascali (Desenzano del Garda) |

|             |           |                          |
| Repetto 75’ | Marcatori | 54’ Saltutti 74’ Orlandi |

### Girone 7
| Squadra     | P.ti | G | V | N | P | GF | GS | DR |
| ----------- | ---- | - | - | - | - | -- | -- | -- |
| 1. Verona   | 7    | 4 | 3 | 1 | 0 | 7  | 2  | +5 |
| 2. Torino   | 6    | 4 | 3 | 0 | 1 | 7  | 3  | +4 |
| 3. Catania  | 4    | 4 | 1 | 2 | 1 | 2  | 4  | -2 |
| 4. Cagliari | 2    | 4 | 0 | 2 | 2 | 2  | 5  | -3 |
| 5. Novara   | 1    | 4 | 0 | 1 | 3 | 2  | 6  | -4 |

| Cagliari 27 agosto 1975, ore 20:45 CEST 1ª giornata | Cagliari                    | 0 – 0 referto | Catania | Stadio Sant'Elia\| Arbitro: \| Esposito (Torre Annunziata) \| |
| Arbitro:                                            | Esposito (Torre Annunziata) |               |         |                                                               |

| Arbitro: | Reggiani (Bologna) |

|                    |           |  |
| Moro 6’ Macchi 33’ | Marcatori |  |

| Arbitro: | Foschi (Forlì) |

|                   |           |  |
| Ciceri 90’ (rig.) | Marcatori |  |

| Arbitro: | Vannucchi (Bologna) |

|            |           |  |
| Pulici 69’ | Marcatori |  |

| Arbitro: | Barbaresco (Cormons) |

|             |           |           |
| Fiaschi 87’ | Marcatori | 11’ Viola |

| Verona 7 settembre 1975, ore 17:00 CEST 3ª giornata | Verona             | 0 – 0 referto | Catania | Stadio Marcantonio Bentegodi\| Arbitro: \| Lanzetti (Viterbo) \| |
| Arbitro:                                            | Lanzetti (Viterbo) |               |         |                                                                  |

| Arbitro: | R.Lattanzi (Roma) |

|           |           |                                          |
| Viola 55’ | Marcatori | 38’ (rig.) Mascetti 68’ Moro 89’ Busatta |

| Arbitro: | Bergamo (Livorno) |

|                       |           |  |
| Sala 29’ Lombardo 71’ | Marcatori |  |

| Arbitro: | Casarin (Milano) |

|            |           |                                             |
| Ciceri 18’ | Marcatori | 52’ Mozzini 58’ Pecci 62’ Pulici 90’ Santin |

| Arbitro: | Vannucchi (Bologna) |

|                    |           |                       |
| Fiaschi 87’ (rig.) | Marcatori | 53’ Mascetti 80’ Moro |

## Secondo turno
La Fiorentina parte dal secondo turno come detentrice della Coppa Italia.

### Girone A
| Squadra          | P.ti | G | V | N | P | GF | GS | DR |
| ---------------- | ---- | - | - | - | - | -- | -- | -- |
| 1. Hellas Verona | 8    | 6 | 3 | 2 | 1 | 8  | 4  | +4 |
| 2. Inter         | 8    | 6 | 4 | 0 | 2 | 10 | 7  | +3 |
| 3. Lazio         | 7    | 6 | 3 | 1 | 2 | 7  | 6  | +1 |
| 4. Genoa         | 1    | 6 | 0 | 1 | 5 | 2  | 10 | -8 |

| Arbitro: | Ciulli (Roma) |

|             |           |  |
| Bertini 40’ | Marcatori |  |

| Arbitro: | Vannucchi (Bologna) |

|                      |           |  |
| Macchi 16’, 19’, 75’ | Marcatori |  |

| Arbitro: | Panzino (Catanzaro) |

|                |           |  |
| Re Cecconi 61’ | Marcatori |  |

| Arbitro: | Mascia (Milano) |

|                     |           |  |
| Mascetti 40’ (rig.) | Marcatori |  |

| Arbitro: | Moretto (San Donà di Piave) |

|  |           |                                          |
|  | Marcatori | 58’, 69’ (rig.) D'Amico 78’ Garlaschelli |

| Arbitro: | Ciacci (Firenze) |

|                                 |           |           |
| Boninsegna 16’, 70’ Mazzola 41’ | Marcatori | 83’ Cozzi |

| Arbitro: | Lapi (Firenze) |

|                    |           |                                   |
| Mendoza 73’ (rig.) | Marcatori | 33’ Mazzola 36’ Pavone 45’ Oriali |

| Roma 16 giugno 1976, ore 20:45 CEST 4ª giornata | Lazio             | 0 – 0 referto | Verona | Stadio Olimpico\| Arbitro: \| Barboni (Firenze) \| |
| Arbitro:                                        | Barboni (Firenze) |               |        |                                                    |

| Arbitro: | Prati (Parma) |

|           |           |            |
| Rizzo 61’ | Marcatori | 11’ Sirena |

| Arbitro: | Menicucci (Firenze) |

|                                          |           |                             |
| Marini 27’ Bertini 65’ (rig.) Cesati 85’ | Marcatori | 25’ Garlaschelli 69’ Wilson |

| Arbitro: | Tonolini (Milano) |

|                |           |  |
| Re Cecconi 36’ | Marcatori |  |

| Arbitro: | Benedetti (Roma) |

|                                |           |  |
| Galbiati 26’ (aut.) Macchi 85’ | Marcatori |  |

### Girone B
| Squadra       | P.ti | G | V | N | P | GF | GS | DR |
| ------------- | ---- | - | - | - | - | -- | -- | -- |
| 1. Napoli     | 9    | 6 | 3 | 3 | 0 | 9  | 5  | +4 |
| 2. Fiorentina | 7    | 6 | 1 | 5 | 0 | 10 | 8  | +2 |
| 3. Milan      | 6    | 6 | 2 | 2 | 2 | 9  | 8  | +1 |
| 4. Sampdoria  | 2    | 6 | 0 | 2 | 4 | 8  | 15 | -7 |

| Napoli 19 maggio 1976, ore 16:00 CET 1ª giornata | Napoli        | 0 – 0 referto | Fiorentina | Stadio San Paolo\| Arbitro: \| Prati (Parma) \| |
| Arbitro:                                         | Prati (Parma) |               |            |                                                 |

| Arbitro: | Serafino (Roma) |

|  |           |                        |
|  | Marcatori | 4’ Rivera 87’ Chiarugi |

| Arbitro: | Reggiani (Bologna) |

|  |           |                                  |
|  | Marcatori | 56’ (rig.) Savoldi 71’ Boccolini |

| Arbitro: | R.Lattanzi (Roma) |

|                                         |           |                           |
| Tuttino 67’ Rossinelli 81’ Saltutti 83’ | Marcatori | 26’ Bertini 49’, 56’ Rosi |

| Arbitro: | Agnolin (Bassano del Grappa) |

|                             |           |                              |
| Bresciani 70’ Antognoni 75’ | Marcatori | 10’ Maldera 80’ (aut.) Brizi |

| Arbitro: | Terpin (Trieste) |

|                  |           |             |
| Braglia 12’, 56’ | Marcatori | 51’ Orlandi |

| Arbitro: | Menegali (Roma) |

|               |           |           |
| Bresciani 36’ | Marcatori | 49’ Massa |

| Arbitro: | Schena (Foggia) |

|                                             |           |           |
| Benetti 19’ Orlandi 39’ (aut.) Chiarugi 88’ | Marcatori | 27’ Bedin |

| Arbitro: | Prati (Parma) |

|                                             |           |                       |
| Lippi 26’ (aut.) Desolati 29’ Antognoni 43’ | Marcatori | 47’ (aut.) Pellegrini |

| Arbitro: | Panzino (Catanzaro) |

|                         |           |                    |
| Savoldi 16’, 89’ (rig.) | Marcatori | 81’ (rig.) Benetti |

| Arbitro: | Serafino (Roma) |

|              |           |                |
| De Nadai 89’ | Marcatori | 49’ Speggiorin |

| Arbitro: | Gussoni (Tradate) |

|                             |           |                       |
| Saltutti 69’ Rossinelli 79’ | Marcatori | 26’ Braglia 49’ Massa |

## Finale
| Squadra 1 | Risultato | Squadra 2 |
| --------- | --------- | --------- |
| Napoli    | 4 - 0     | Verona    |

| Napoli | Verona |

| Arbitro: | R.Lattanzi (Roma) |

| |              | |
| Ginulfi 76’ (aut.) Braglia 78’ Savoldi 79’, 86’ | Marcatori    | |
| Pietro Carmignani Giuseppe Bruscolotti Antonio La Palma Tarcisio Burgnich Giovanni Vavassori Andrea Orlandini Giuseppe Massa Antonio Juliano Giuseppe Savoldi Salvatore Esposito Giorgio Braglia | Formazioni   | · Alberto Ginulfi · Klaus Bachlechner · Paolo Sirena · Francesco Guidolin 77’ · Sauro Catellani · Franco Nanni · Walter Franzot · Emiliano Mascetti · Livio Luppi 67’ · Adelio Moro · Gianfranco Zigoni |
| | Sostituzioni | · Sergio Vriz 77’ · Emiliano Macchi 67’ |
| Alberto Delfrati Rosario Rivellino | Allenatori   | Ferruccio Valcareggi |